# Palmeira das Missões (ort)
Palmeira das Missões är en ort i Brasilien.   Den ligger i kommunen Palmeira das Missões och delstaten Rio Grande do Sul, i den södra delen av landet, 1 500 km söder om huvudstaden Brasília. Palmeira das Missões ligger 623 meter över havet och antalet invånare är 30 954.
Terrängen runt Palmeira das Missões är huvudsakligen platt. Palmeira das Missões ligger uppe på en höjd. Det finns inga andra samhällen i närheten.
Trakten runt Palmeira das Missões består till största delen av jordbruksmark. Runt Palmeira das Missões är det ganska glesbefolkat, med 21 invånare per kvadratkilometer.